# Wólka Lipowa (gromada)
Wólka Lipowa – dawna gromada, czyli najmniejsza jednostka podziału terytorialnego Polskiej Rzeczypospolitej Ludowej w latach 1954–1972.
Gromady, z gromadzkimi radami narodowymi (GRN) jako organami władzy najniższego stopnia na wsi, funkcjonowały od reformy reorganizującej administrację wiejską przeprowadzonej jesienią 1954 do momentu ich zniesienia z dniem 1 stycznia 1973, tym samym wypierając organizację gminną w latach 1954–1972.
Gromadę Wólka Lipowa z siedzibą GRN w Wólce Lipowej utworzono – jako jedną z 8759 gromad na obszarze Polski – w powiecie opatowskim w woj. kieleckim, na mocy uchwały nr 13f/54 WRN w Kielcach z dnia 29 września 1954. W skład jednostki weszły obszary dotychczasowych gromad Bronisławów, Juljanów, Mieczysławów i Wólka Lipowa ze zniesionej gminy Juljanów w powiecie opatowskim, Łubowa ze zniesionej gminy Lasocin w powiecie opatowskim oraz Cegielnia ze zniesionej gminy Tarłów w powiecie iłżeckim. Dla gromady ustalono 19 członków gromadzkiej rady narodowej.
31 grudnia 1959 do gromady Wólka Lipowa przyłączono wsie Brzozowa i Chałupki oraz kolonie Brzozowa A, Brzozowa B, Margeniów, Duranów, Teofilów i Zaduranów ze zniesionej gromady Brzozowa.
31 grudnia 1961 do gromady Wólka Lipowa przyłączono wieś Potok oraz kolonie Potok, Kępa Las i Kozub ze zniesionej gromady Gliniany.
Gromada przetrwała do końca 1972 roku, czyli do kolejnej reformy gminnej.